# PortableApps.com
PortableApps.com — веб-сайт, предлагающий бесплатные часто используемые совместимые приложения для системы Windows. Приложения можно использовать со съёмных носителей, таких как USB-флешки. Пользовательские данные хранятся в подпапке, что позволяет пользователю обновлять или перемещать программное обеспечение, не затрагивая данные. Для удаления программного обеспечения пользователь может просто удалить основную папку.

## История
Проект начался с переносимой версии Mozilla Firefox в марте 2004 года. Затем Джон Халлер расширил проект, включив в него Mozilla Thunderbird и OpenOffice.org. Вскоре группа портативных программ с открытым исходным кодом «переросла» личный веб-сайт Халлера, и он переместил его на сайт сообщества PortableApps.com. На данный момент на сайте размещены различные проекты, созданные участниками форума. Сайт также используется для сообщений об ошибках и предложений. Некоторые дистрибутивы PortableApps были размещены на SourceForge.

## Форматирование
Установщики приложений, разработанные для использования с меню PortableApps.com, следуют соглашению об использовании имен файлов, заканчивающихся на .paf .exe, включают документацию в формате HTML и хранят данные в каталоге данных, что позволяет выполнять простое резервное копирование данных с помощью утилиты PortableApps.com Backup. Установщики, предназначенные для использования с меню PortableApps.com, должны быть установщиками NSIS, созданными с помощью установщика PortableApps.com, но могут быть сжатыми архивами с самоизвлечением или любым исполняемым файлом установщика.
Большинство приложений могут работать на значительной части компьютеров с Windows 2000 или более поздней версии. Многие приложения также будут работать под Wine в Unix-подобных операционных системах. Старые версии многих приложений поддерживают Windows 95/98/Me, но новые версии не поддерживают эти системы.

## PortableApps.com Launcher
Программа запуска PortableApps.com (также известная как PAL) используется для обеспечения переносимости приложений, обрабатывая перенаправление пути, изменения переменных среды, перемещение файлов и каталогов, обновления пути к файлам конфигурации и аналогичные изменения в соответствии с настройками. Программа запуска PortableApps.com позволяет делать программное обеспечение переносимым без необходимости писать собственный код или вносить изменения в базовое приложение. Хотя некоторые из программных пакетов, выпущенных на PortableApps.com, в настоящее время все ещё содержат свои собственные программы запуска, PortableApps.com Launcher используется во всех новых выпускаемых приложениях. Установщики выполняются с помощью системы установки Nullsoft Scriptable.